# 天道盟仁義會
天道盟仁義會，是臺灣三大犯罪組織之一的天道盟旗下的分會。

## 簡介
仁義會、天道盟第六支會。於臺北縣（今新北市）土城看守所內籌組，由高雄左營「陳賢明」〔綽號：「鴨霸」〕結合全台各地要角吳連期、吳松義、何盛松等人組成、獄中草創時期稱為「鴨霸會」，陳賢明任創會會長（為北所結盟時的最初六個意識團體之一）。直到1987年至1988年眾人假釋出獄後，在左營成立具體的組織時改稱「仁義會」。活動範圍在臺北五分埔、桃園中壢及高雄左營、臺中和雲林一帶。

## 人事和組織

### 歷任幹部
- 創會長: 陳賢明
- 前會長:吳連期（2001年11月被捕入獄[3]）

### 分支幹部
- 雲林鴨霸會會長：吳松義（綽號「猴山仔」）
- 桃園地區會長：何盛松（綽號「小牛」；原南桃園三大教父。[4]「謝長斐」旗下大將之一）。醃腸
- 台北地區前會長: 連國文（綽號：大仔）[5]）
- 萬華仁風組組長